# Sessel

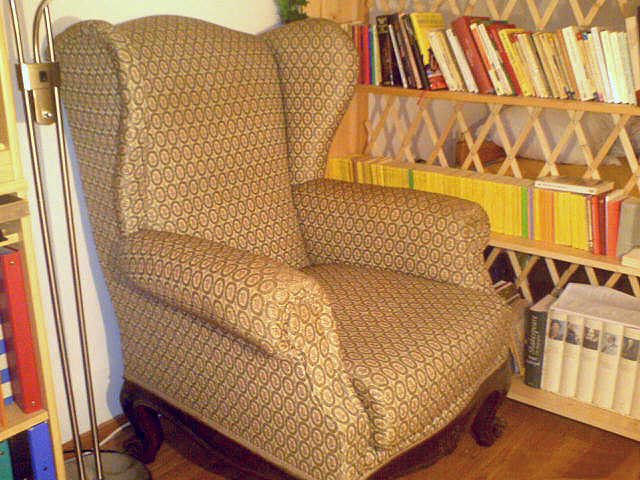
Ohrensessel

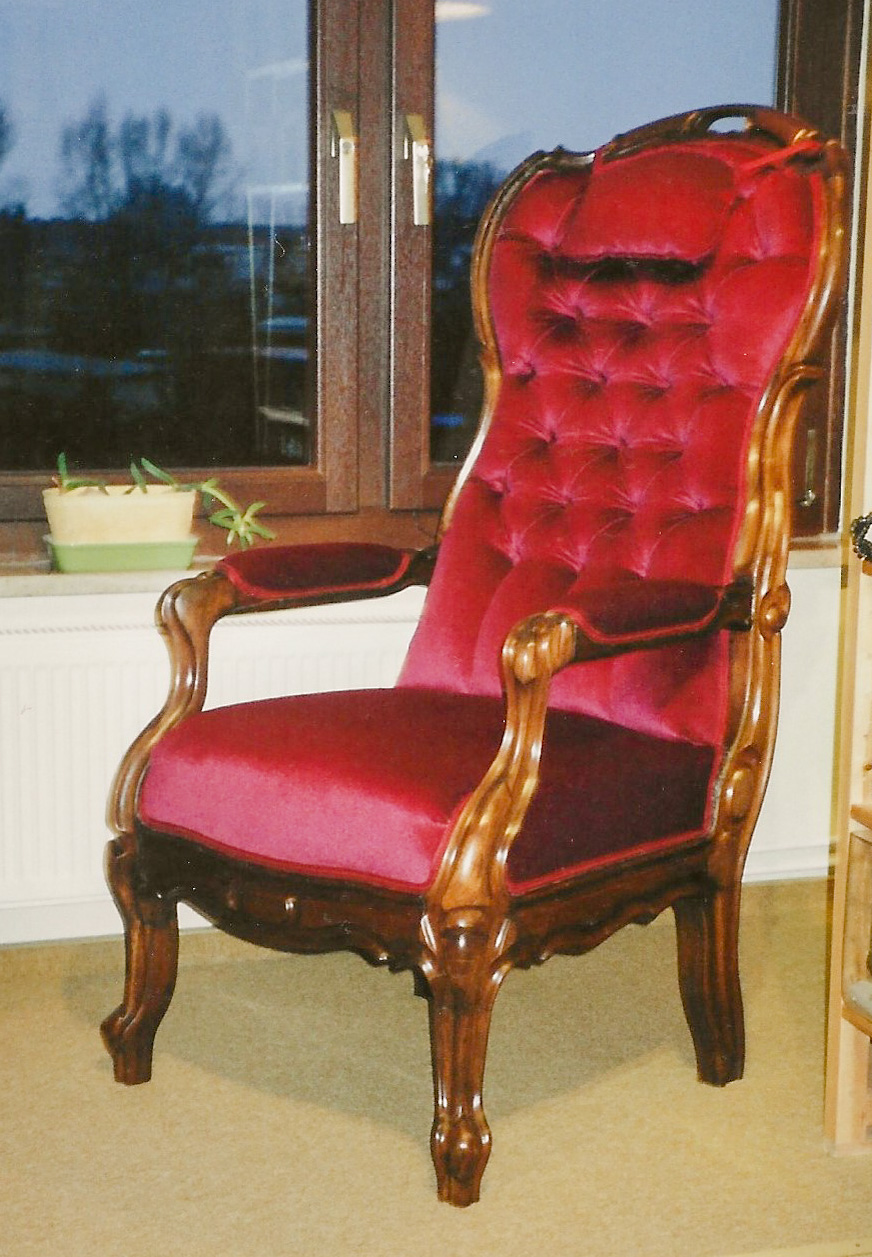
Lehnsessel der Preußischen Staatsbahn zur Ausstattung von Fürstenzimmern auf ausgewählten Bahnhöfen vor 1876

Ein Sessel (lateinisch sessilis ‚festsitzend‘, ‚zum Sitzen geeignet‘) bezeichnet in Deutschland ein bequemes Sitzmöbel für eine Person, das gewöhnlich mit Armlehnen versehen und weich gepolstert ist. 
Landschaftlich verschieden synonyme bzw. bedeutungsverwandte Bezeichnungen sind Lehnstuhl, Lehnsessel, Polsterstuhl, Polstersessel. Fauteuil und Bergère sind Bezeichnungen aus dem Französischen. Eine spezifische Form ist der Ohrensessel mit hoher Lehne und seitlichen Stützen im Kopfbereich. Veraltet ist der Sorgenstuhl.
Im österreichischen Sprachgebrauch werden alle Sitzmöbel, auf denen nur eine Person sitzen kann, Sessel genannt. Davon ausgenommen sind das Fauteuil (ein Sofa für nur eine Person) und der Sitz (in einem Fahrzeug) bzw. der Sitz in einem Kino- oder Theatersaal. Besonders in Deutschland scheint sich hartnäckig das Gerücht zu halten, dass die Bedeutungen der Begriffe Sessel und Stuhl in Österreich vertauscht wären. Das ist jedoch nicht der Fall. In Österreich sind Sessel und Stuhl annähernd gleichbedeutende Synonyme, wobei Sessel in allen Fällen die bevorzugte Variante ist. Davon ausgenommen sind der Rollstuhl für Kranke und Behinderte und der elektrische Stuhl. Auch nur als Stuhl kommt der Herzogstuhl (ein steinerner Thron in Kärnten) vor. Eine bebilderte Vergleichstabelle für den Sprachgebrauch in Deutschland, Österreich und Schweiz ist im Artikel Möbel zu finden.

## Geschichte
In verschiedenen Stilepochen wurden besondere Sesselformen populär, so die Chaiselongue im Rokoko, der Clubsessel im Art déco oder der Cocktailsessel in den 1950er Jahren.
Einige Sessel wurden zu Klassikern und gelten als Archetypen des Designs.
In der Galerie finden sich Beispiele von populären Sesselmodellen bekannter Möbeldesigner, Möbelbauern oder Architekten.

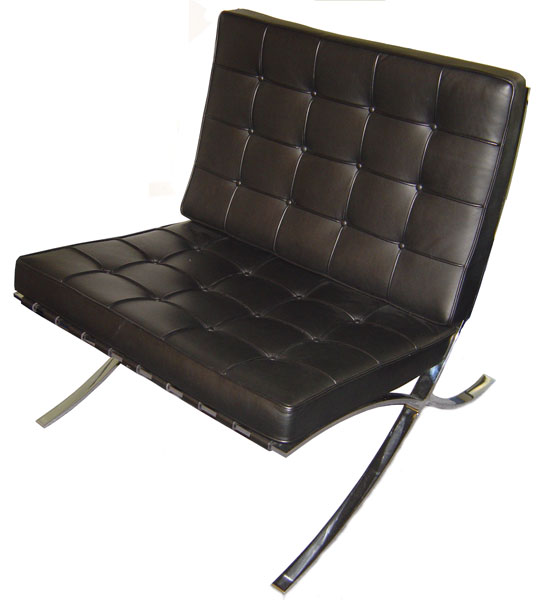
Der Barcelona-Sessel von Ludwig Mies van der Rohe (1929)
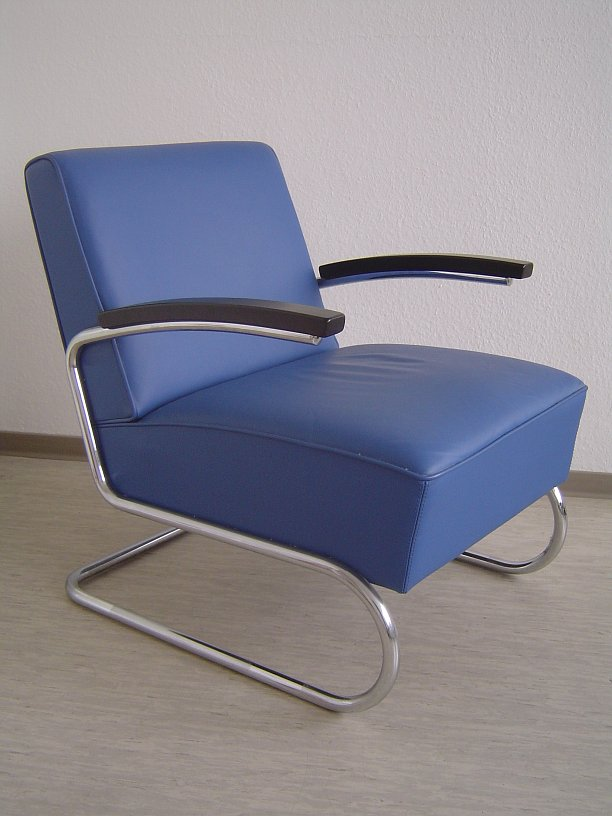
Freischwinger S411 von Michael Thonet Werkdesign (1932)
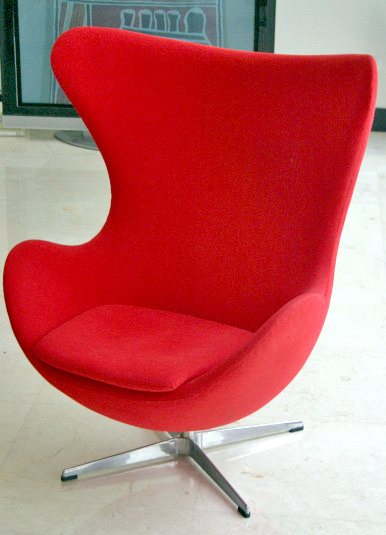
Ei von Arne Jacobsen (1958) für das SAS Royal Hotel
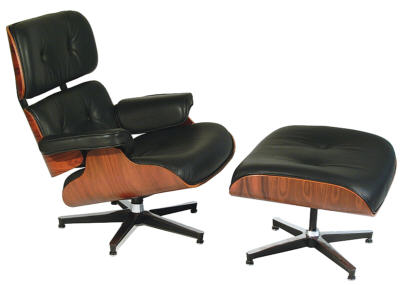
Lounge Chair von Charles Eames (1956)
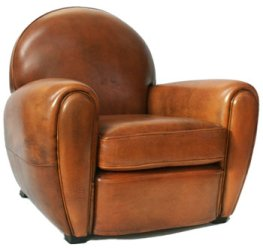
Französischer Clubsessel, auch produziert von Poltrona Frau

## Deutschland
Sessel gehören zur gängigen Ausstattung von Wohnzimmern, oft zusammen mit einem Wohnzimmertisch und einem Sofa. Viele Menschen benutzen zum bequemen Sitzen bzw. Liegen beim Fernsehen einen so genannten Fernsehsessel.
Als Ohrensessel bezeichnet man einen bequem gepolsterten Sessel mit großen ohrenähnlichen Auspolsterungen im Kopfbereich. Weltberühmt sind die englischen Ohrensessel Winchester, die aus hochwertigem Leder gefertigt sind und oft einen hohen Sammlerwert erreichen.

## Andere Länder
Eine typische Erscheinung in Wohnräumen amerikanischer Häuser ist – neben der auch in Deutschland üblichen Polstergarnitur – der Recliner (engl. für „Lehnsessel“), ein meist einzeln stehender Sessel, dessen Rückenlehne zurückgelegt werden kann, während unten gleichzeitig eine Fußstütze ausklappt. Recliner haben gelegentlich einen integrierten Getränkehalter und sind in den Vereinigten Staaten vor allem als Fernsehsessel beliebt. Erfinder und bedeutendster Produzent des 1928 erfundenen und 1931 patentierten Sessels ist der Möbelhersteller La-Z-Boy.